# دیاموند آفشور دریلینگ
دیاموند آفشور دریلینگ (انگلیسی: Diamond Offshore Drilling) شرکت خدمات حفاری آمریکایی است، که در سال ۱۹۷۸ تأسیس شد.